# Kevin Constant
Pour les articles homonymes, voir Constant.
Kevin Constant, né le 10 mai 1987 à Fréjus, est un footballeur international guinéen. Très polyvalent, il peut évoluer aux postes d'attaquant, de milieu de terrain et de défenseur.

## Biographie
Kevin Constant est né à Fréjus d'un père guadeloupéen et d'un mère guinéenne. 
Il commence à jouer au football au club de Fréjus, sa ville natale. Évoluant au poste d'attaquant, il rejoint à 14 ans les équipes de jeunes du Toulouse FC, avec lesquelles il gagne la coupe Gambardella.
Il est rapidement appelé en équipe de France, aux côtés de Karim Benzema, Samir Nasri, Hatem Ben Arfa et Jérémy Ménez.
En janvier 2008, Kevin Constant s'engage avec Châteauroux, club de Ligue 2. Il y réalise deux belles saisons et valorise son extraordinaire polyvalence, qui associe vélocité, puissance physique, grande qualité technique et intelligence de jeu. Lors de la saison 2009-2010, jouant alternativement aux postes de milieu de terrain et d'attaquant, il comptabilise 10 buts et 8 passes décisives.
En août 2010, il répond aux sollicitations du club italien du Chievo Vérone, qu'il rejoint sous forme de prêt avec option d'achat. Il réalise une saison pleine, jouant 32 matchs et inscrivant deux buts. Considéré comme une révélation de la Serie A, il choisit de s'engager en juillet 2011 pour 4 ans avec le club italien du Genoa. Confirmant ses qualités au cours d'une saison pleine, il poursuit son ascension en intégrant en juin 2012 l'effectif de l'AC Milan sous forme de prêt, que le club lève dès janvier 2013.
Kevin Constant s'impose rapidement comme titulaire au poste d'arrière latéral gauche. Il est régulièrement élu dans les équipes type de Série A et de Ligue des Champions.
Le 5 août 2014, il s'engage en faveur du club turc de Trabzonspor pour 2,5 millions d'euros.
Il quitte le club turc en novembre 2015 et s'engage avec le Bologna FC à la fin du mercato d'hiver suivant et revient ainsi en Serie A. Il ne participe dans son nouveau club italien qu'à 7 matchs, dont seulement 3 en tant que titulaire.
Le 15 février 2017, il signe un contrat de six mois avec option pour les deux prochaines saisons avec le FC Sion en Super League suisse.
Libre depuis la fin de son contrat avec Sion à l'été 2018, Kevin Constant rejoint en janvier 2019 le Tractor Sazi, qui évolue en D1 iranienne.
Le 21 janvier 2020, Kevin annonce qu'il met un terme à sa carrière de footballeur professionnel.

### Équipe nationale
Sélectionné en équipe de France des moins de 17 ans, il devient champion d'Europe des moins de 17 ans en marquant notamment en finale le but le plus rapide de l'histoire de la compétition, après 12 secondes de jeu.
Kevin Constant répond favorablement à l’appel de la Fédération de Guinée en octobre 2007 après un an de sollicitations, et se voit ainsi sélectionné par Robert Nouzaret.

## Statistiques
| Saison                | Club                  | Championnat           | Championnat | Championnat | Championnat | Coupe(s) nationale(s) | Coupe(s) nationale(s) | Coupe(s) nationale(s) | Compétition(s) continentale(s) | Compétition(s) continentale(s) | Compétition(s) continentale(s) | Compétition(s) continentale(s) | Total | Total | Total |
| Saison                | Club                  | Division              | M.          | B.          | P.d.        | M.                    | B.                    | P.d.                  | Comp.                          | M.                             | B.                             | P.d.                           | M.    | B.    | P.d.  |
| 2006-2007             | Toulouse FC           | Ligue 1               | 2           | 0           | 0           | -                     | -                     | -                     | -                              | -                              | -                              | -                              | 2     | 0     | 0     |
| 2007-2008             | Toulouse FC           | Ligue 1               | 2           | 0           | 0           | -                     | -                     | -                     | -                              | -                              | -                              | -                              | 2     | 0     | 0     |
| Sous-total            | Sous-total            | Sous-total            | 4           | 0           | 0           | -                     | -                     | -                     | -                              | -                              | -                              | -                              | 4     | 0     | 0     |
| 2007-2008             | LB Châteauroux        | Ligue 2               | 13          | 1           | 0           | -                     | -                     | -                     | -                              | -                              | -                              | -                              | 13    | 1     | 0     |
| 2008-2009             | LB Châteauroux        | Ligue 2               | 28          | 4           | 5           | 5                     | 1                     | 0                     | -                              | -                              | -                              | -                              | 33    | 5     | 5     |
| 2009-2010             | LB Châteauroux        | Ligue 2               | 34          | 10          | 8           | 2                     | 1                     | 0                     | -                              | -                              | -                              | -                              | 36    | 11    | 8     |
| 2010-2011             | LB Châteauroux        | Ligue 2               | 4           | 0           | 1           | -                     | -                     | -                     | -                              | -                              | -                              | -                              | 4     | 0     | 1     |
| Sous-total            | Sous-total            | Sous-total            | 79          | 15          | 14          | 7                     | 2                     | 0                     | -                              | -                              | -                              | -                              | 86    | 17    | 14    |
| 2010-2011             | Chievo Vérone (prêt)  | Serie A               | 32          | 2           | 4           | -                     | -                     | -                     | -                              | -                              | -                              | -                              | 32    | 2     | 4     |
| Sous-total            | Sous-total            | Sous-total            | 32          | 2           | 4           | -                     | -                     | -                     | -                              | -                              | -                              | -                              | 32    | 2     | 4     |
| 2011-2012             | Genoa CFC             | Serie A               | 21          | 1           | 1           | 2                     | 0                     | 0                     | -                              | -                              | -                              | -                              | 23    | 1     | 1     |
| Sous-total            | Sous-total            | Sous-total            | 21          | 1           | 1           | 2                     | 0                     | 0                     | -                              | -                              | -                              | -                              | 23    | 1     | 1     |
| 2012-2013             | AC Milan              | Serie A               | 25          | 0           | 1           | -                     | -                     | -                     | C1                             | 6                              | 0                              | 1                              | 31    | 0     | 2     |
| 2013-2014             | AC Milan              | Serie A               | 20          | 0           | 1           | -                     | -                     | -                     | C1                             | 6                              | 0                              | 0                              | 26    | 0     | 1     |
| Sous-total            | Sous-total            | Sous-total            | 45          | 0           | 2           | -                     | -                     | -                     | -                              | 12                             | 0                              | 1                              | 57    | 0     | 3     |
| 2014-2015             | Trabzonspor           | Süper Lig             | 14          | 0           | 1           | 2                     | 0                     | 0                     | C3                             | 6                              | 2                              | 0                              | 22    | 2     | 1     |
| 2015-2016             | Trabzonspor           | Süper Lig             | 8           | 0           | 2           | -                     | -                     | -                     | C3                             | 3                              | 0                              | 0                              | 11    | 0     | 2     |
| Sous-total            | Sous-total            | Sous-total            | 22          | 0           | 3           | 2                     | 0                     | 0                     | -                              | 9                              | 2                              | 0                              | 33    | 2     | 3     |
| 2015-2016             | Bologne FC            | Serie A               | 7           | 0           | 0           | -                     | -                     | -                     | -                              | -                              | -                              | -                              | 7     | 0     | 0     |
| Sous-total            | Sous-total            | Sous-total            | 7           | 0           | 0           | -                     | -                     | -                     | -                              | -                              | -                              | -                              | 7     | 0     | 0     |
| Total sur la carrière | Total sur la carrière | Total sur la carrière | 210         | 18          | 24          | 11                    | 2                     | 0                     | -                              | 21                             | 2                              | 1                              | 242   | 22    | 25    |

## Palmarès

### En sélection
- France -17 ans
  - 2004 : Vainqueur du Championnat d'Europe

### En club
- Toulouse FC -19 ans
  - 2005 : Vainqueur de la Coupe Gambardella
- FC Sion
  - Finaliste de la Coupe de Suisse en 2017